# 单守勤
单守勤（1962年—），江苏南通人，汉族，中华人民共和国政治人物、第十二届全国人民代表大会解放军代表。
毕业于解放军后勤指挥学院军队管理学专业。加入中国共产党。2013年，担任全国人大代表。